# سام كينيدي (لاعب كرة قدم بريطاني)
سام كينيدي (بالإنجليزية: Sam Kennedy)‏ (1896 - 9 ديسمبر 1963 في المملكة المتحدة) هو لاعب كرة قدم بريطاني (وحمل سابقاً جنسية المملكة المتحدة لبريطانيا العظمى وأيرلندا) في مركز الدفاع. لعب مع سكونثورب يونايتد ونادي بارنسلي ونادي بيرنلي ونادي فولهام وهدرسفيلد تاون وWombwell F.C. ‏ وShirebrook Miners Welfare F.C. ‏ وBrigg Town F.C. ‏ ونادي نيلسون وMexborough Town F.C. ‏ ودنابي يونايتد.